# Carina Nunstedt
Carina Nunstedt, född Svenberg 23 augusti 1969 i Lerum, är en svensk tidningsentreprenör, journalist, chefredaktör, förläggare och mediekonsult. Hon har framför allt ägnat sig åt livsstilsämnen som barn, familj och hem. Hon ligger bakom Bonnier-ägda Mama och Family Living. 

## Biografi
Nunstedt föddes i Lerum men växte upp utanför Växjö.
Nunstedt började som reporter på Smålandsposten och kom sedan till Expressen som nöjesjournalist i början av 1990-talet. På Expressen var hon med att göra om och blev redaktör för fredagsbilagan fredag. Där träffade hon även sin blivande make Anders Nunstedt. Carina Nunstedt ingick sedan i tidningens redaktionsledning, gjorde personintervjuer, var redaktör för bland annat söndagsmagasinet och tog fram konceptet till bilagan Leva&Bo.
Under sin föräldraledighet märkte hon att det saknades en tidning för moderna mödrar, vilket 2003 ledde till att hon startade tidningen Mama, som stöddes av Ulrika Saxon på Bonnier tidskrifter. Tidningen har lanserats i flera länder.
2006 startade Nunstedt Family living, om hem, inredning och livsstil. Hon var tidigare chefredaktör för båda tidningarna. Nunstedt har medverkat i böcker och skrivit boken 12 steg till ett skönare mammaliv – en mamas överlevnadsguide (Prisma) och även författat böcker med artisten Camilla Henemark och tv-profilen Ernst Kirschsteiger.
Nunstedt lämnade Bonnier för att tillsammans med Anna Bråkenhielm bildade ett nytt bolag och förlag, Passion Publishing, 2007. De grundade tidningen Passion for Business, en affärstidning för kvinnor, innan Nunstedt hoppade av och återgick till Bonnier som rådgivare. Bråkenhielm fortsatte att driva tidningen. 
Carina Nunstedt startade och drev magasinet Books & Dreams för Bonnier, som utvecklades till en eventverksamhet med författarintervjuer på olika teaterscener. Konceptet utvecklades till deckarfestivalen Crimetime, för vilken hon var festivalgeneral under de tre första åren i Visby på Gotland. Inom Bonnier startade hon imprintet Yourlife Books.
I september 2017 blev hon förlagschef för Harper Collins Nordic. Våren 2020 lämnade hon Harper Collins. Istället tog hon senare samma år över imprintet Yourlife Books för att driva det som ett egen företag.

### Privatliv
Nunstedt var gift med musikjournalisten Anders Nunstedt från 1997 fram till hans död 2021. Tillsammans fick de två barn. År 2023 utkom hon med den självbiografiska romanen Vi ses på andra sidan. En änkas manifest för resten av sitt liv om sorgen efter maken.